# Tillandsia interrupta
Tillandsia interrupta är en gräsväxtart som beskrevs av Carl Christian Mez. Tillandsia interrupta ingår i släktet Tillandsia och familjen Bromeliaceae. Inga underarter finns listade i Catalogue of Life.